# Knooppunt Waterberg
Het Knooppunt Waterberg is een Nederlands verkeersknooppunt voor de aansluiting van de autosnelwegen A12 en A50, nabij Arnhem.
Dit knooppunt is geopend in 1992. Het type knooppunt is moeilijk te duiden; het heeft namelijk elementen van ster- en trompetknooppunten, maar voldoet daar niet geheel aan door de combinatie met afrit Arnhem-Noord (geopend in 1957).

## Richtingen knooppunt
| Aansluitende wegen                                                                            | Aansluitende wegen | Aansluitende wegen                               | Aansluitende wegen | Aansluitende wegen                                      |
| --------------------------------------------------------------------------------------------- | ------------------ | ------------------------------------------------ | ------------------ | ------------------------------------------------------- |
|                                                                                               |                    | richting Apeldoorn / Zwolle / Kampen / Emmeloord |                    |                                                         |
| richting Utrecht / Gouda / Zoetermeer / Den Haag richting Wijchen / Uden / Veghel / Eindhoven |                    |                                                  |                    |                                                         |
|                                                                                               |                    |                                                  |                    |                                                         |
|                                                                                               |                    |                                                  |                    |                                                         |
|                                                                                               |                    | richting Arnhem-Noord                            |                    | richting Velp / Zevenaar / Emmerik (D) / Oberhausen (D) |

Almere · Amstel · Arnestein · Assen · Azelo · Badhoevedorp · Bankhoef · Batadorp · Beekbergen · Benelux · Beverwijk · Bodegraven ·  Boterdiep ·  Buren · Burgerveen · Coenplein · De Baars · De Hoek · De Hogt · De Nieuwe Meer · De Poel · De Punt · De Stok · Deil · Diemen · Drachten · Drie Klauwen · Eemnes · Ekkersweijer · Emmeloord · Empel · Euvelgunne · Everdingen · Ewijk · Galder · Gooimeer · Gorinchem · Gouwe · Grijsoord · Hattemerbroek · Heerenveen · Hellegatsplein · Het Vonderen · Hintham · Hoevelaken · Hofvliet · Holendrecht · Holsloot · Hoogeveen · Hooipolder · IJmuiden (niet officieel) · Joure · Julianaplein · Kerensheide · Kethelplein · Klaverpolder · Kleinpolderplein · Kooimeer · Kruisdonk · Kunderberg · Lankhorst · Leenderheide · Lunetten · Maanderbroek · Markiezaat · Muiderberg · Neerbosch · Noordhoek · Ommedijk · Oud-Dijk · Oudenrijn · Paalgraven · Princeville · Prins Clausplein · Raasdorp ·  Reitdiep ·  Ressen · Ridderkerk · Rijkevoort · Rijnsweerd · Rottepolderplein · Rozenburg · Sabina · Sint-Annabosch · Stelleplas · Slufter · Ten Esschen · Terbregseplein · Tiglia · Vaanplein · Valburg · Velperbroek · Velsen · Vlaardingen · Vught · Waterberg · Watergraafsmeer · Werpsterhoek · Westerlee · Ypenburg · Zaandam · Zaarderheiken · Zonzeel · Zoomland · Zuidbroek · Zurich

Geplande knooppunten:
De Liemers · Zestienhoven

Voormalige knooppunten:
Bocholtz · Ekkersrijt · Europaplein (Groningen) · Europaplein (Maastricht) · Lindenholt